# Neubiberg Air Base

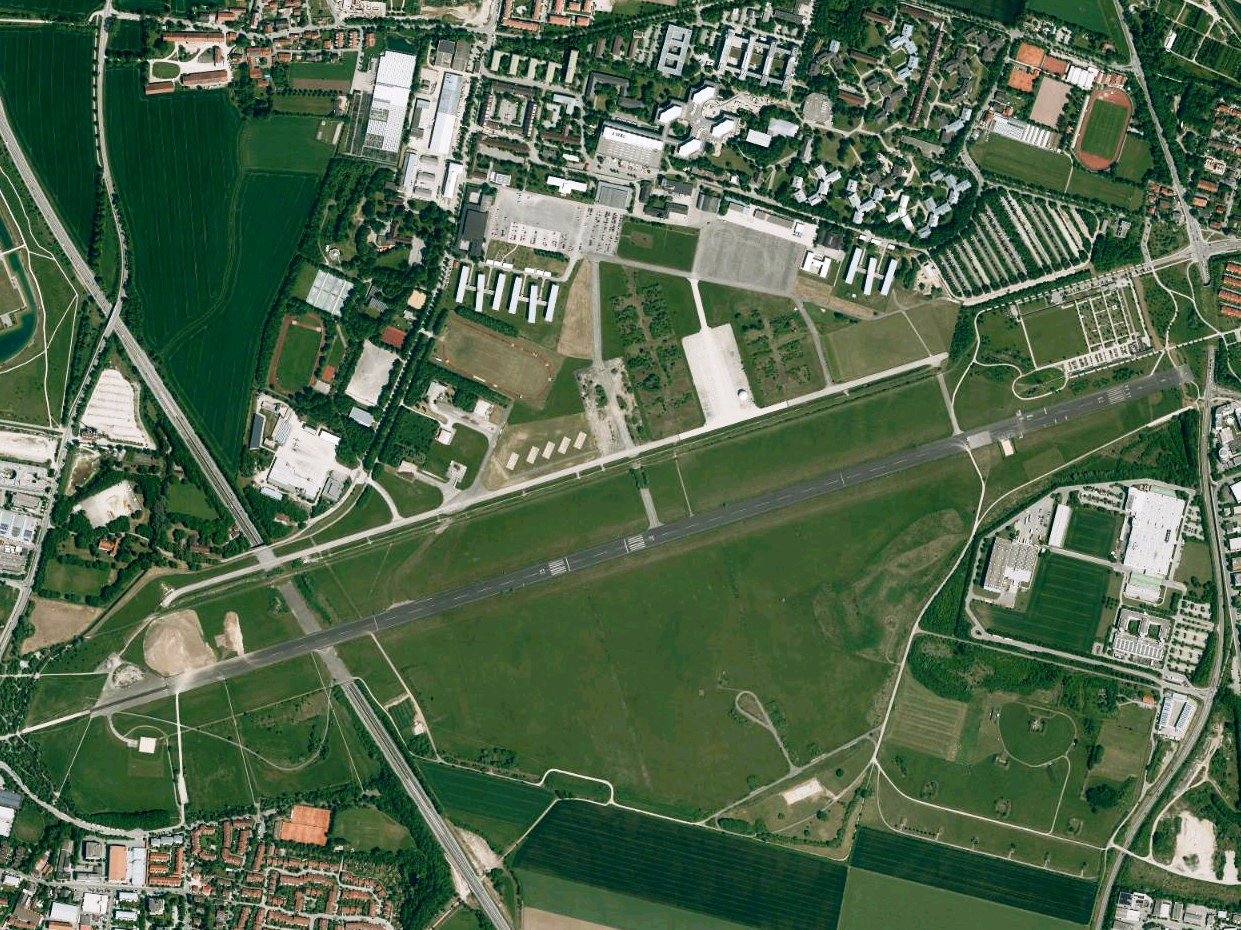
Vue aérienne de la base en 2012

Neubiberg Air Base est une ancienne base de l'United States Air Force et de la Luftwaffe située au sud de Munich en Allemagne. Désaffectée, sa partie sud a été rachetée par la municipalité en 1997, et un vaste parc paysager de 126 hectares y a été progressivement aménagé dans les années 2000.